# Дубровине
Дубро́вине — село в Україні, у Гурівській сільській громаді Кропивницького району Кіровоградської області. Населення становить 119 осіб.

## Географія
У селі бере початок річка Балка Дубровина.

## Історія
Колишні назви — слобода Дубровина, Дубровинка, Дубровина балка.
В кінці 18 ст. — слобода Єлисаветградського повіту, Новоросійської губернії, згодом Олександрівського повіту Херсонської губернії.
В 1801 році жителі сл. Дубровина входили в прихід церкви с. Верблюжка, а з вказаного року увійшли в прихід церкви Різдва Пресвятої Богородиці сусіднього с. Варварівка: Зі справи про будівництво церкви в с. Бокове дізнаємось про склад жителів слободи на початок 19 ст.
«По силе указа Новороссийской духовной консистории учиненная ведомства Елисаветградского духовного правления четвертой части благочиния помещичьего прапорщика Семена Апостолова слободы Дубровиной о обретающихся в оной мужского и женского пола людях с показанием им от роду лет. Ноября 19 дня 1801 года.
Помещик прапорщик Семен Апостолов, жена его Александра, дети их — Петр, Матрона, Мария, Мокрина.
Подданные их — Лукьян Завгородный вдов, дочь его Феодосия; Дария Петруника вдова, дети ее — Назарей, Агафья, Анисия; Гордий Литвин, жена его Меланья, дети их — Яков, Феодосия; Василий Гашан, жена его Евдокия, дети их — Семион, Евгения, Акилина, Ксения; Варвара Павлиха вдова, дети ее — Андрей, Параскева, сестра ее Пелагея, дочь ее Анна; Яков Габиленко, жена его Ульяна, дети их — Меланья, Ксения, Ярина; Федор Земогляд, жена его Ефросиния, сын их Феодор.
Сею ведомость сочинял села Варваровки рождество Богородицкой церкви священник Алексей Угринович
1801 году ноября 19 дня Я ниже подписавшейся даю сию подписку священнику Алексею Угриновичу в том что слобода моя была прежде причислена в казенное селения Верблюжку ныне ж как расстоянием по близости ….в казенное селение Варваровку в ново выстроена церковь желаю быть в приходе».

## Населення
Згідно з переписом УРСР 1989 року чисельність наявного населення села становила 129 осіб, з яких 52 чоловіки та 77 жінок.
За переписом населення України 2001 року в селі мешкали 123 особи.

### Мова
Розподіл населення за рідною мовою за даними перепису 2001 року:
| Мова       | Відсоток |
| ---------- | -------- |
| українська | 98,32 %  |
| російська  | 1,68 %   |